# Superaequum
Superaequum o Superequum va ser una ciutat al país dels pelignes, una de les tres que tenien drets municipals. Plini el Vell i el Liber Coloniarum l'esmenten amb el nom de Colonia Superaequana. Va rebre una colònia de veterans segurament sota August i una altra en el regnat de Marc Aureli. Les inscripcions trobades demostren que va ser una ciutat de certa importància.
Correspon a la moderna Castel Vecchio Subequo, en un turó a la dreta del Aternus a uns 6 km a l'esquerra de la Via Valèria.